# Chimbarongo
Chimbarongo is een gemeente in de Chileense provincie Colchagua in de regio Libertador General Bernardo O'Higgins. Chimbarongo telde 35.399 inwoners in 2017 en heeft een oppervlakte van 498 km².

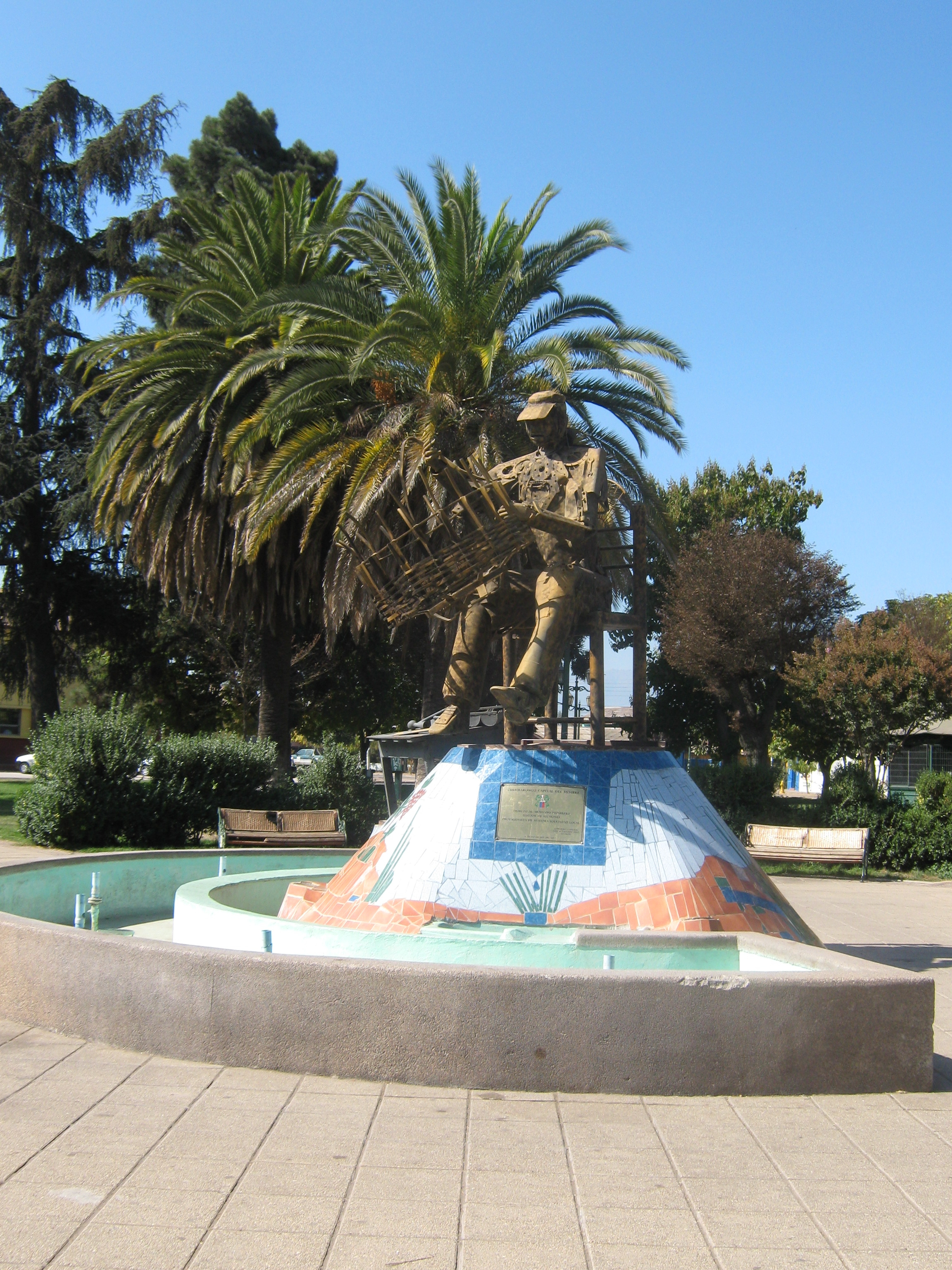

- Library of Congress Control Number: no99091405
- Nationale Bibliotheek van Israël: 987007467742605171
- Virtual International Authority File: 152770097